# Misteri di Flia
I misteri di Flia erano riti religiosi misterici celebrati inizialmente in onore di Gea, nella città di Flia, l'odierna Chalandri, in Attica.
L'origine dei misteri di Flia è ritenuta antichissima già dagli antichi greci, che li consideravano precedenti a quelli di Eleusi. I riti erano amministrati dai Licomidi (Lykomidai), un gruppo o una famiglia che supervisionava anche i misteri di Andania. 
La divinità originariamente venerata era la "Grande Dea", Gea, più avanti identificata con Cibele. In seguito, si aggiunsero culti dedicati a numerosi divinità con caratteristiche ctonie, come Demetra Anèsidôra (cioè "colei che invia doni", riferito ai frutti della terra), Kore Prôtogonè e Zeus Ktesios. A fianco alla divinità principale dei misteri, la Terra-Madre rappresentata da Gea-Demetra-Cibele che dà la spiga di grano agli uomini in segno del rinnovo ciclico delle stagioni, era adorata anche la figura della figlia, Despoina o Kore, la dea degli Inferi che, col suo ritorno, assicura la germinazione delle messi. 
I Persiani, nel V secolo a.C., distrussero i templi della città, ma solamente il télestèrion, dedicato a Demetra in quanto assimilata alla Terra-Madre, venne riedificato da Temistocle. 
Dal VI secolo a.C. in poi, l'influenza dell'orfismo sui culti misterici diventa onnipresente; fra cui gli appellativi Anèsidôra e Prôtogonè relativi alle divinità adorate a Flia e identificate con la Terra-Madre. I Licomidi attribuiscono ad Orfeo e al suo compagno Pamfo la composizione degli inni cantati durante i misteri. 